# Mahfuz Anam
Pour les articles homonymes, voir Anam.
Mahfuz Anam (bengali : মাহফুজ আনাম ; né le 18 juin 1950) est le rédacteur en chef et l'éditeur du Daily Star, l'un des journaux de langue anglaise du Bangladesh. Il est également l'éditeur de Shaptahik 2000, un bulletin hebdomadaire, et d'Anandadhara, un bimensuel de divertissement. Il a été l'éditeur de Prothom Alo, un quotidien bengali.

## Jeunesse et carrière
Le père d'Anam, Abul Mansur Ahmed, était un satiriste et un homme politique du Bengale. Anam a terminé sa maîtrise en économie à l'université de Dhaka. Par la suite, il a acquis une expertise en planification et développement des médias, après une longue carrière en tant que journaliste, rédacteur et éditeur au Bangladesh et expert en médias pour l'UNESCO. Aujourd'hui, Anam est également interviewer à la télévision, invitée à interviewer le Premier ministre et d'autres dignitaires de haut niveau. Il est régulièrement invité à prendre la parole dans des forums régionaux et internationaux sur la gouvernance, les droits de l'homme, la liberté de la presse et les questions connexes.
Anam a été élu président d'Asia News Network (ANN) pour 2007 lors d'une réunion du conseil d'administration de l'organisation tenue à Séoul.
Anam est membre du conseil d'administration de Transparency International Bangladesh (TIB) aux côtés de Sultana Kamal.
En 2005, Anam a été reconnu coupable avec d'autres journalistes d'outrage au tribunal pour avoir rapporté qu'un juge récemment nommé avait falsifié ses titres universitaires ; la poursuite avait été intentée par le père du juge.

## Controverse
En 2016, lors d'un débat d'experts sur ATN News, Anam a admis que les rapports publiés dans le Daily Star en 2007 alléguant que la corruption de Sheikh Hasina, qui est maintenant premier ministre, était fondée sur des fuites non corroborées alimentées par la Direction générale militaire du renseignement des Forces. « C'était une grosse erreur », a-t-il dit pendant l'interview. « C'était un mauvais jugement éditorial, je l'admets sans aucun doute ». Malgré ses aveux, il a été en butte à des attaques concertées du gouvernement et aux loyaux partisans de la Ligue Awami au pouvoir. Au 18 février 2016, 79 plaintes avaient été déposées contre lui, dont dix-sept pour sédition et soixante-deux pour diffamation. Il a refusé de démissionner et s'est défendu dans des éditoriaux.

## Vie privée
Tahmima Anam, la fille d'Anam, est une romancière et chroniqueuse primée qui écrit principalement en anglais,.